# サマンサ・ウォー
サマンサ・"サム"・ウォー（英語: Samantha "Sam" Waugh、生年不詳）は、ニュージーランドの女性フィギュアスケート選手(女子シングル)。
2010年ニュージーランドフィギュアスケート選手権優勝。

## 経歴
クライストチャーチにあるケンタウルスFSCに所属。8歳でスケートを始める。
ニュージーランドフィギュアスケート選手権において、2006年まではノービス未満の年齢別クラス、2007年のノービスクラスで優勝。2008、2009年はジュニアクラスに出場し第一人者アリグザンドラ・ラウトに次ぐ2位の成績を修める。
2010年、ジュニアクラスでは3位に止まるが、早くして引退したルート不在のシニアクラスに初出場し優勝する。
オーストラリアフィギュアスケート選手権へのオープン参加や地元開催のウィンターゲームズニュージーランドへの出場はあるが、オセアニア以外で開催された国際競技会出場はない。

## 主な戦績
| 大会/年                | 2009-10 | 2010-11 |
| ---------------------- | ------- | ------- |
| ニュージーランド選手権 | 2 J     | 1       |
| オーストラリア選手権   | 5 J     | 5       |
| ウィンターゲームズNZ   | 4 J     |         |

- J - ジュニアクラス

### 詳細
| 2010-2011 シーズン    |                                                                        |          |         |         |
| 開催日                | 大会名                                                                 | SP       | FS      | 結果    |
| 2010年12月1日 - 2日   | オーストラリアフィギュアスケート選手権 シニアクラス （メルボルン）     | 6 24.06  | 4 57.17 | 5 81.23 |
| 2010年11月29日 - 30日 | オーストラリアフィギュアスケート選手権 ジュニアクラス （メルボルン）   | 10 27.45 | 8 56.24 | 8 83.69 |
| 2010年10月7日 - 8日   | ニュージーランドフィギュアスケート選手権 シニアクラス （ダニーデン）   | 2 26.75  | 1 62.6  | 1 89.35 |
| 2010年10月7日 - 8日   | ニュージーランドフィギュアスケート選手権 ジュニアクラス （ダニーデン） | 3 29.05  | 2 55.14 | 3 84.19 |

| 2009-2010 シーズン    |                                                                          |         |         |         |
| 開催日                | 大会名                                                                   | SP      | FS      | 結果    |
| 2009年10月14日 - 16日 | ニュージーランドフィギュアスケート選手権 ジュニアクラス （オークランド） | 6 31.01 | 4 52.2  | 5 83.21 |
| 2009年8月28日 - 30日  | ウィンターゲームズ ニュージーランド ジュニアクラス （ダニーデン）        | 6 24.05 | 4 52.45 | 4 76.5  |
| 2009年8月19日 - 20日  | オーストラリアフィギュアスケート選手権 ジュニアクラス （ペンリス）       | 8 25.67 | 5 54    | 5 79.67 |

| 2008-2009 シーズン      |                                                                  |         |         |         |
| 開催日                  | 大会名                                                           | SP      | FS      | 結果    |
| 2008年9月28日 - 10月3日 | ニュージーランドフィギュアスケート選手権 ジュニアクラス （ゴア） | 2 29.12 | 2 54.76 | 2 83.88 |